# Federico Salvatore
Pour les articles homonymes, voir Salvatore.

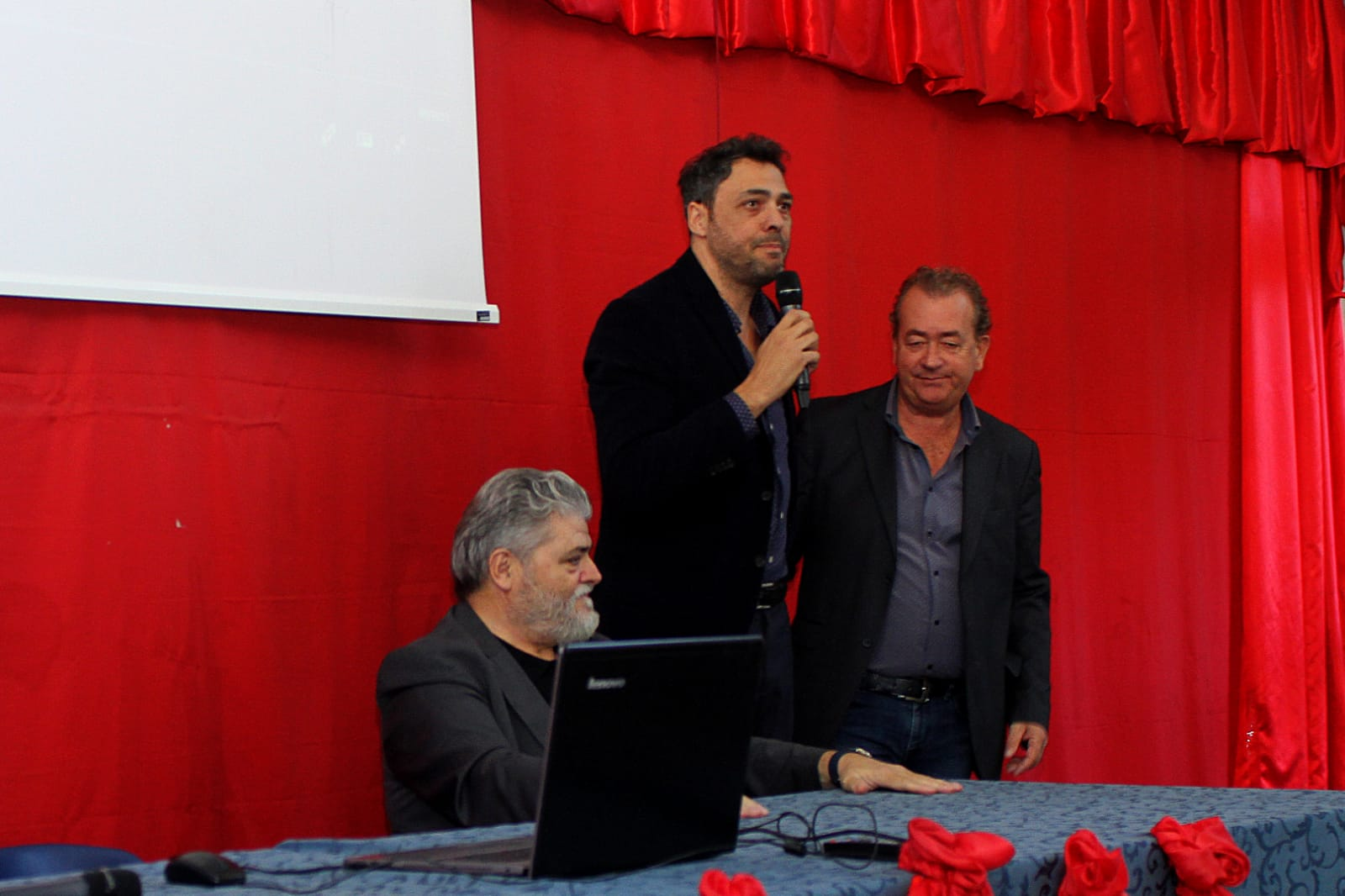
Alessandro Bencivenga, Alfredo Cozzolino et Federico Salvatore rencontrent les étudiants de l'Institut ISIS « Taddeo da Sessa » à Sessa Aurunca.

Federico Salvatore, né le 17 septembre 1959 à Naples et mort dans la même ville le 19 avril 2023, est un chanteur et un artiste de cabaret italien.

## Carrière
En 1995, sa participation à l'émission télévisée de Maurizio Costanzo lui a permis d'atteindre la notoriété. La même année il participe au Festivalbar et au Festival de Sanremo se classant 13e. Ses albums Azz... (1995), et Il mago di Azz (1996) ont été vendus à 500 000 exemplaires, valant à leur auteur la récompense de deux disques de platine,,.
En 2001, il a participé au Festival de Naples.

## Discographie
- 1989 - 'Na tazzulella 'e ca...baret
- 1990 - Pappagalli lat(r)ini
- 1991 - Incidente al Vomero
- 1992 - Cabarettombola
- 1993 - Storie di un sottosviluppato... sviluppato sotto!!!
- 1994 - Superfederico
- 1995 - Azz...
- 1996 - Il mago di Azz
- 1997 - Coiote interrotto
- 2000 - L'azz 'e bastone
- 2002 - L'osceno del villaggio
- 2004 - Dov'è l'individuo?
- 2009 - Fare il napoletano... stanca!
- 2011 - Se io fossi San Gennaro - LIVE
- 2013 - Pulcin'hell

## Publications
- Il mago di Azz, éditeur Mondadori, 1997, 168 p.  (ISBN 880442320X), 9788804423201
- Il flato magico, texte napolitain et italien, 112 p., Stamperia del Valentino, 2014,  (ISBN 8895063619), 9788895063614
- Se io fossi san Gennaro, Euromedia Edizioni, 2011, 80 p.,  (ISBN 8897223001), 9788897223009

## Sources
- (it) Cet article est partiellement ou en totalité issu de l’article de Wikipédia en italien intitulé « Federico Salvatore » (voir la liste des auteurs).